# BLS AG
Die BLS AG ist eine 2006 gegründete Schweizer Normalspur-Bahngesellschaft. Sie betreibt als Eisenbahnverkehrsunternehmen ein umfangreiches Regionalverkehrsnetz einschliesslich des Normalspurteils der S-Bahn Bern, Teilen der S-Bahn Luzern sowie des Autoverlads am Lötschberg und Simplon. Sie fungiert als Muttergesellschaft des BLS-Konzerns und erbringt Dienstleistungen für die BLS Cargo AG, die BLS Netz AG, die BLS Fernverkehr AG und die BLS Schifffahrt AG. Der Name der Bahn geht auf die ehemalige Bern-Lötschberg-Simplon-Bahn (BLS) zurück.

## Geschichte

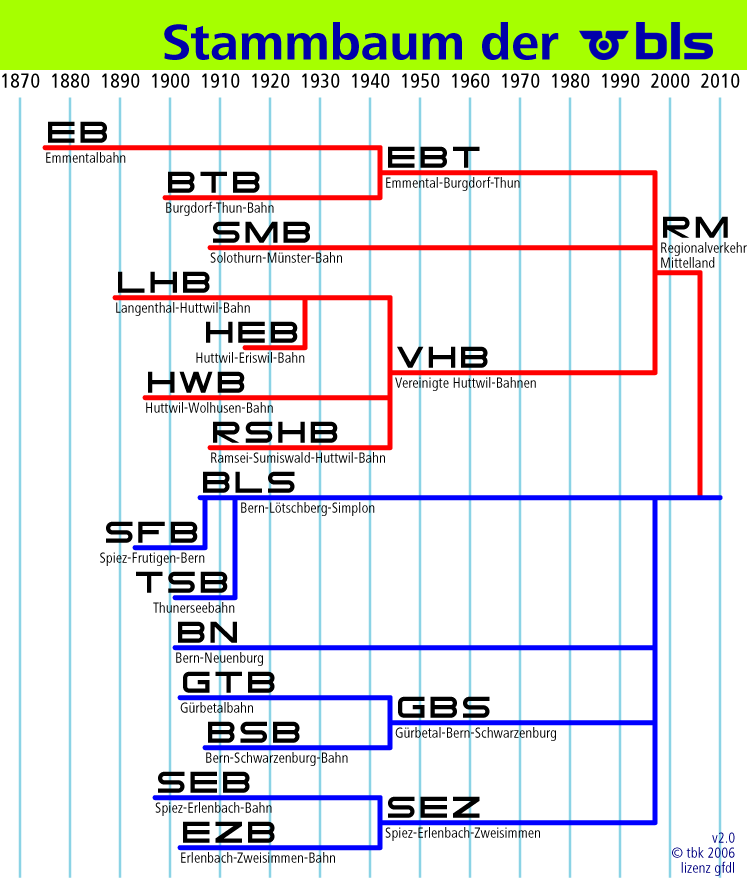
Stammbaum der BLS AG

Die BLS AG wurde am 24. April 2006 rückwirkend auf den 1. Januar 2006 gegründet und ist nach Genehmigung durch die Aktionäre der Vorgängergesellschaften BLS Lötschbergbahn AG (BLS) und Regionalverkehr Mittelland AG (RM) seit dem 27. Juni 2006 operativ. Rechtlich wurde die Fusion der BLS und der RM zur neuen BLS AG durch einen Aktientausch vorgenommen, eine BLS-Aktie (nominal CHF 10.−) entsprach dabei acht Aktien der BLS AG (CHF 1.–), eine RM-Aktie (nominal CHF 12.50) 24 Aktien der BLS AG. Hauptaktionäre der BLS AG sind der Kanton Bern mit 55,8 Prozent Anteil und die Schweizerische Eidgenossenschaft mit 21,7 Prozent.
Das Gütergeschäft wird seit 2001 durch eine rechtlich selbständige Tochter, die BLS Cargo, wahrgenommen. Das Gütergeschäft der RM war noch vor der Fusion in die Crossrail AG ausgegliedert und an dieses Unternehmen verkauft worden.
Nach der Freigabe am 16. Juni 2007 begann der Vorlaufbetrieb im neuen Lötschberg-Basistunnel (LBT), und am 9. Dezember 2007 wurde der volle fahrplanmässige Betrieb aufgenommen. Die für diesen Zweck gegründete BLS AlpTransit AG hatte somit ihren Zweck erfüllt. Gleichzeitig verlangte aber der Bund, dass die Infrastruktur der BLS eigentumsmässig in eine separate AG ausgegliedert und dem Bund die Mehrheit daran verschafft werde. Deshalb wurden Aktiven und Passiven der BLS-Infrastruktur auf die BLS Alptransit übertragen und diese in BLS Netz AG (BLSN) umfirmiert. Die operative Tätigkeit im Infrastrukturbereich wird weiterhin von Personal der BLS AG ausgeführt.
Im März 2019 wurde bekannt, dass die BLS seit 2004 der öffentlichen Hand, namentlich dem Bund und sieben Kantonen, 45 Millionen Schweizer Franken zu viel in Rechnung gestellt hat. Gleich wie beim Subventionsskandal bei Postauto wurde seit Jahren auf diese Praxis hingewiesen, jedoch nichts unternommen. Anfang September 2020 wurde der Rücktritt von CEO Bernard Guillelmon kommuniziert, dies nachdem der Untersuchungsbericht der Eidgenössischen Finanzkontrolle zur Spartenrechnung der abgeltungsberechtigten Bereiche der BLS veröffentlicht wurde. Anfang November 2020 trat Verwaltungsratspräsident Rudolf Stämpfli krankheitsbedingt per sofort zurück. Am 24. November 2020 gab das Bundesamt für Verkehr bekannt, dass es bei der Staatsanwaltschaft des Kantons Bern eine Strafanzeige gegen die BLS AG eingereicht hat. Zudem wurde eine Geschäftsprüfungskommission eingesetzt. Wegen der Corona-Pandemie und der Korrektur überhöhter Abgeltungen resultierte 2020 ein Verlust von 50,8 Mio. Franken. Das Geschäftsjahr 2021 konnte die BLS AG mit einem Verlust von 3,6 Millionen Franken abschliessen, jedoch nur dank staatlicher Unterstützung über 32 Millionen Franken. 2024 zählte die BLS 71,5 Millionen Passagiere, ein neuer Rekord.
Bis September 2025 will die BLS drei Bürostandorte aus Bern und Köniz in Bern-Ausserholligen zusammenlegen, im Gebäude, in welchem bisher die DEZA untergebracht war. Die bisher genutzten Gebäude in der Genfergasse und im Bollwerk sind im Besitz der BLS Immobilien AG.

## Streckennetz

### Bestand und Lötschberg-Basisstrecke

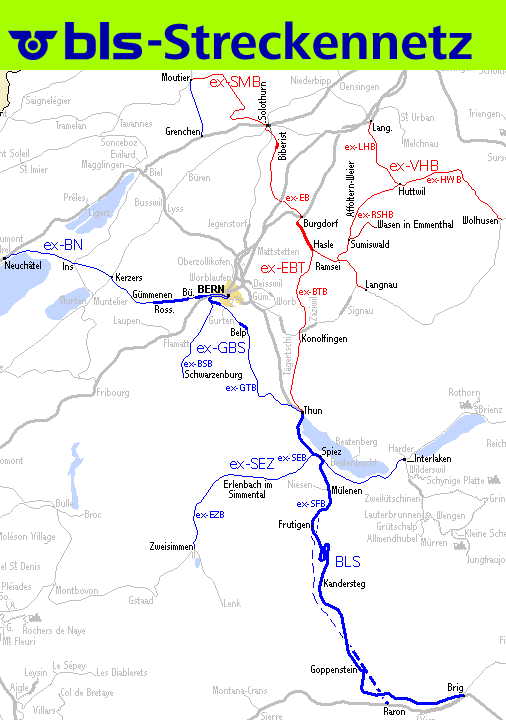
Streckennetz der BLS AG (blau = ehemalige BLS-Strecken, rot = ehemalige RM-Strecken), Stand: 2006

Bei der Fusion zur «BLS AG» im Jahr 2006 summierte sich das Streckennetz im Eigentum des neuen Unternehmens auf 402,39 km, wovon 242,84 km von der «BLS Lötschbergbahn AG» und 159,55 km von der «Regionalverkehr Mittelland AG» stammten – ohne Doppelzählungen (Bern–Holligen, Holligen–Fischermätteli) und mitbenutzter Fremdstrecken (Obermatt–Langnau, Thun–Scherzligen). Nicht berücksichtigt sind die zuvor abgebauten Strecken der Vorgängerunternehmen, namentlich die 1915 eröffnete Bahnstrecke Huttwil–Eriswil der Huttwil-Eriswil-Bahn (HEB) – 1978 unter der VHB stillgelegt und abgebaut –, der bereits 1884 unter der EB abgebaute Streckenabschnitt Derendingen–Biberist EB sowie der 1969 unter der BLS abgebaute Abschnitt Lütschinenbrücke–Bönigen. Mitberücksichtigt sind hingegen Streckenabschnitte ohne Personenverkehr, darunter der Abschnitt Interlaken Ost–Lütschinenbrücke (Werkstätte Bönigen), der als Zufahrt zur BLS-Hauptwerkstätte dient; ebenso die Abschnitte Sumiswald-Grünen–Wasen (seit Mitte 1994 ohne PV) und Affoltern-Weier–Huttwil (seit Ende 2004 ohne PV).
Mit Inbetriebnahme des Lötschberg-Basistunnels (LBT) und der beiden Zufahrtsstrecken im Norden ab Frutigen respektive Wengi-Ey wuchs das Streckennetz Mitte 2007 um weitere 41 km auf rund 443,4 km an. Die zuvor als LBT-Bauherrin tätige «BLS AlpTransit AG» (BLS AT) wurde 2009 in die «BLS Netz AG» (BLSN) umgewandelt, die fortan das Eisenbahn-Infrastrukturunternehmen des BLS-Konzerns bildet; entsprechend wurde auch das gesamte Streckennetz formell an die BLSN übertragen.
| Abschnitt                                    | Länge    | Eröffnung  | Bau            | G2             | G3             |
| -------------------------------------------- | -------- | ---------- | -------------- | -------------- | -------------- |
| Scherzligen–Spiez–Därligen                   | 27,90 km | 1893-06-01 | TSB            | BLS            | BLS            |
| Därligen–Interlaken West                     | 27,90 km | 1872-08-12 | BB             | BLS            | BLS            |
| Interlaken West–Interlaken Ost               | 27,90 km | 1874-07-01 | BB             | BLS            | BLS            |
| Interlaken Ost–Werkstätte Bönigen (–Bönigen) | 1,15 km  | 1874-07-01 | BB             | BLS            | BLS            |
| Spiez–Wengi-Ey–Frutigen                      | 13,54 km | 1901-06-24 | SFB            | BLS            | BLS            |
| Frutigen–Brig                                | 60,28 km | 1913-07-15 | BLS            | BLS            | BLS            |
| Moutier–Lengnau                              | 12,98 km | 1915-10-01 | BLS (MLB)      | BLS            | BLS            |
| Spiez–Spiezmoos–Erlenbach                    | 34,90 km | 1897-08-16 | SEB            | SEZ            | BLS            |
| Erlenbach–Zweisimmen                         | 34,90 km | 1902-10-31 | EZB            | SEZ            | BLS            |
| Bern–Holligen                                | 2,42 km  | 1901-06-01 | BN             | BN             | BLS            |
| Holligen–Neuchâtel                           | 40,39 km | 1901-06-01 | BN             | BN             | BLS            |
| Holligen–Bern Weissenbühl                    | 31,93 km | 1901-11-09 | GTB            | GBS            | BLS            |
| Bern Weissenbühl–Burgistein-Wattenwil        | 31,93 km | 1901-08-14 | GTB            | GBS            | BLS            |
| Burgistein-Wattenwil–Thun                    | 31,93 km | 1902-11-01 | GTB            | GBS            | BLS            |
| Bern Fischermätteli–Schwarzenburg            | 17,35 km | 1907-06-01 | BSB            | GBS            | BLS            |
| Frutigen–Frutigen Nordportal                 | 01,27 km | 2007-06-16 | BLS AlpTransit | BLS AlpTransit | BLS AlpTransit |
| Wengi-Ey–Frutigen Nordportal                 | 04,54 km | 2007-06-16 | BLS AlpTransit | BLS AlpTransit | BLS AlpTransit |
| Frutigen Nordportal–St. German               | 35,20 km | 2007-06-16 | BLS AlpTransit | BLS AlpTransit | BLS AlpTransit |
| Solothurn–Biberist EB                        | 04,69 km | 1876-12-04 | SCB (EB)       | EBT            | RM             |
| (Derendingen–) Biberist EB–Burgdorf          | 16,05 km | 1875-05-26 | EB             | EBT            | RM             |
| Burgdorf–Hasle-Rüegsau–Obermatt              | 18,90 km | 1881-05-12 | EB             | EBT            | RM             |
| Hasle-Rüegsau–Konolfingen–Thun               | 33,82 km | 1899-07-21 | BTB            | EBT            | RM             |
| Langenthal–Huttwil                           | 14,09 km | 1889-11-01 | LHB            | VHB            | RM             |
| Huttwil–Wolhusen                             | 25,23 km | 1895-05-09 | HWB            | VHB            | RM             |
| Ramsei–Sumiswald-Grünen–Huttwil              | 19,46 km | 1908-06-01 | RSHB           | VHB            | RM             |
| Sumiswald-Grünen–Wasen im Emmental           | 05,22 km | 1908-06-01 | RSHB           | VHB            | RM             |
| Solothurn West–Moutier                       | 22,09 km | 1908-08-03 | SMB            | SMB            | RM             |

### Bestandsänderungen
Die Strecke Sumiswald-Grünen–Wasen wurde per Ende 2004 formell stillgelegt und fortan nur als Anschlussgleis betrieben. 2009 wurde aufgrund des schlechten Zustands die Strecke für den gesamten Verkehr gesperrt, einzig die Bedienung des Industrieanschlusses der «RUWA Drahtschweisswerk AG» in Burghof wurde sichergestellt. Zum Fahrplanwechsel im Dezember 2009 wurde auf dem Abschnitt Sumiswald-Grünen–Affoltern-Weier der Personenverkehr eingestellt; auch hier folgte aufgrund des schlechten Zustands 2011 die Sperrung des gesamten Streckenabschnitts Sumiswald-Grünen–Affoltern-Weier–Huttwil.
Ende 2013 konnte die neu gegründete «Emmentalbahn GmbH» (ETB) die Übertragung der Konzession für die Strecken Sumiswald-Grünen–Wasen und Sumiswald-Grünen–Affoltern-Weier–Huttwil erwirken und 2014 einen Grossteil der Infrastrukturen von der BLSN übernehmen. Dadurch schrumpfte das Streckennetz erstmals seit Gründung der BLS AG wieder auf 424,75 km; das ehemalige RM-Netz isoliert betrachtet, verkleinerte sich auf 140,90 km.
| Abschnitt                          | Länge    | Änderung | BLS      | ETB      |
| ---------------------------------- | -------- | -------- | -------- | -------- |
| Gesamtnetz ex RSHB                 | 24,68 km |          | 06,02 km | 18,66 km |
| Ramsei–Sumiswald-Grünen            | 04,63 km | 2014     | 04,89 km | 00,00 km |
| Sumiswald-Grünen–Huttwil           | 14,83 km | 2014     | 00,99 km | 13,58 km |
| Sumiswald-Grünen–Wasen im Emmental | 05,22 km | 2014     | 00,14 km | 05,08 km |

## Liniennetz

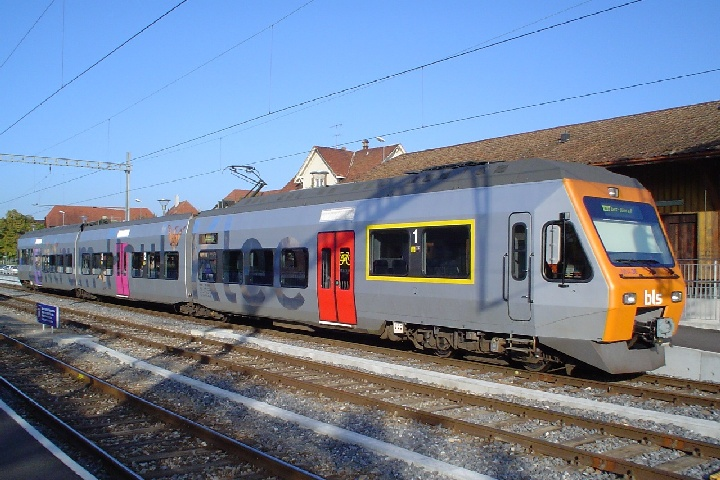
«Nina»-Regionalzug der BLS in Kerzers (Regionallinie Kerzers–Papiliorama–Aarberg–Lyss–Büren an der Aare)

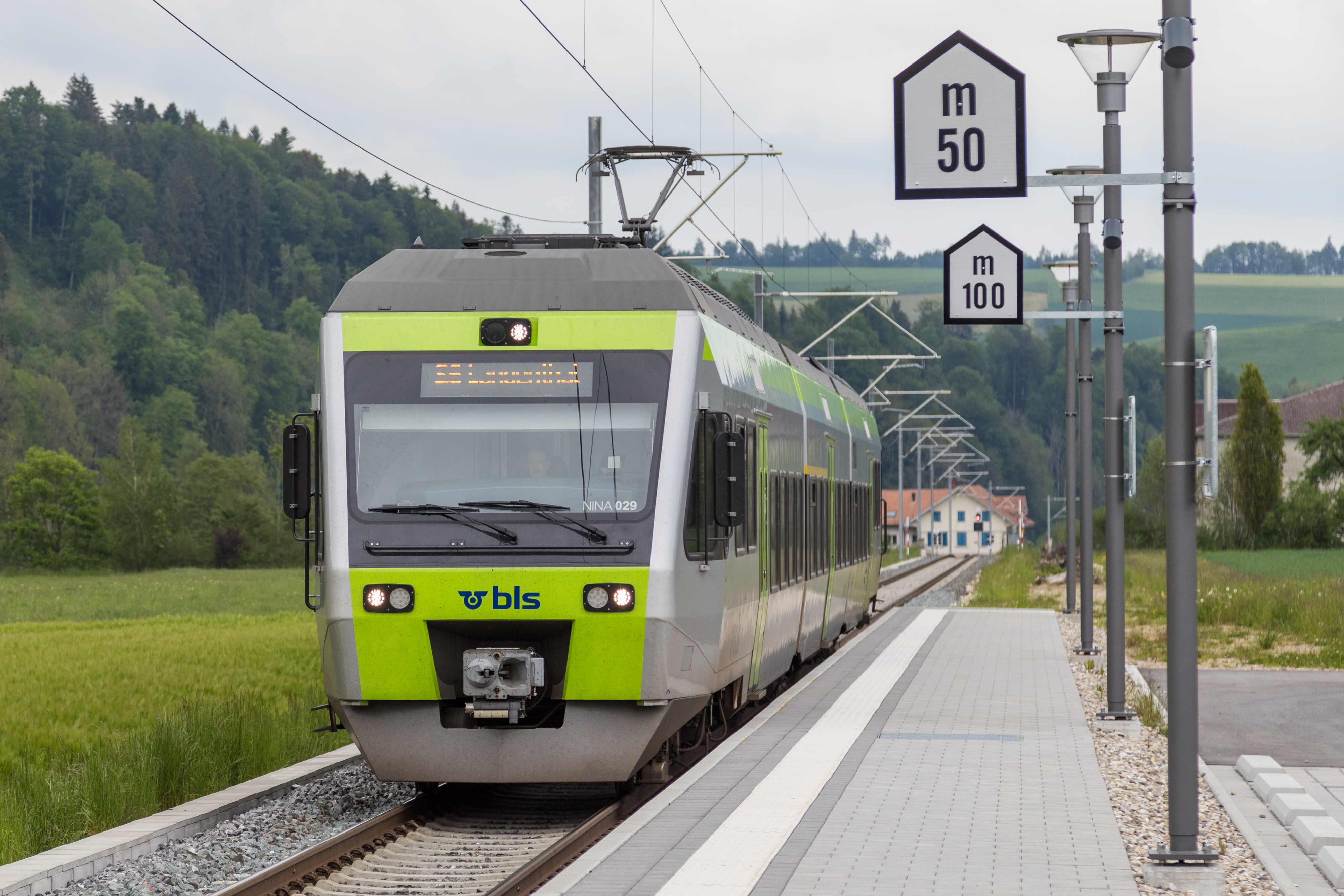
BLS «Nina» 29 fährt als S6 in Hüswil ein

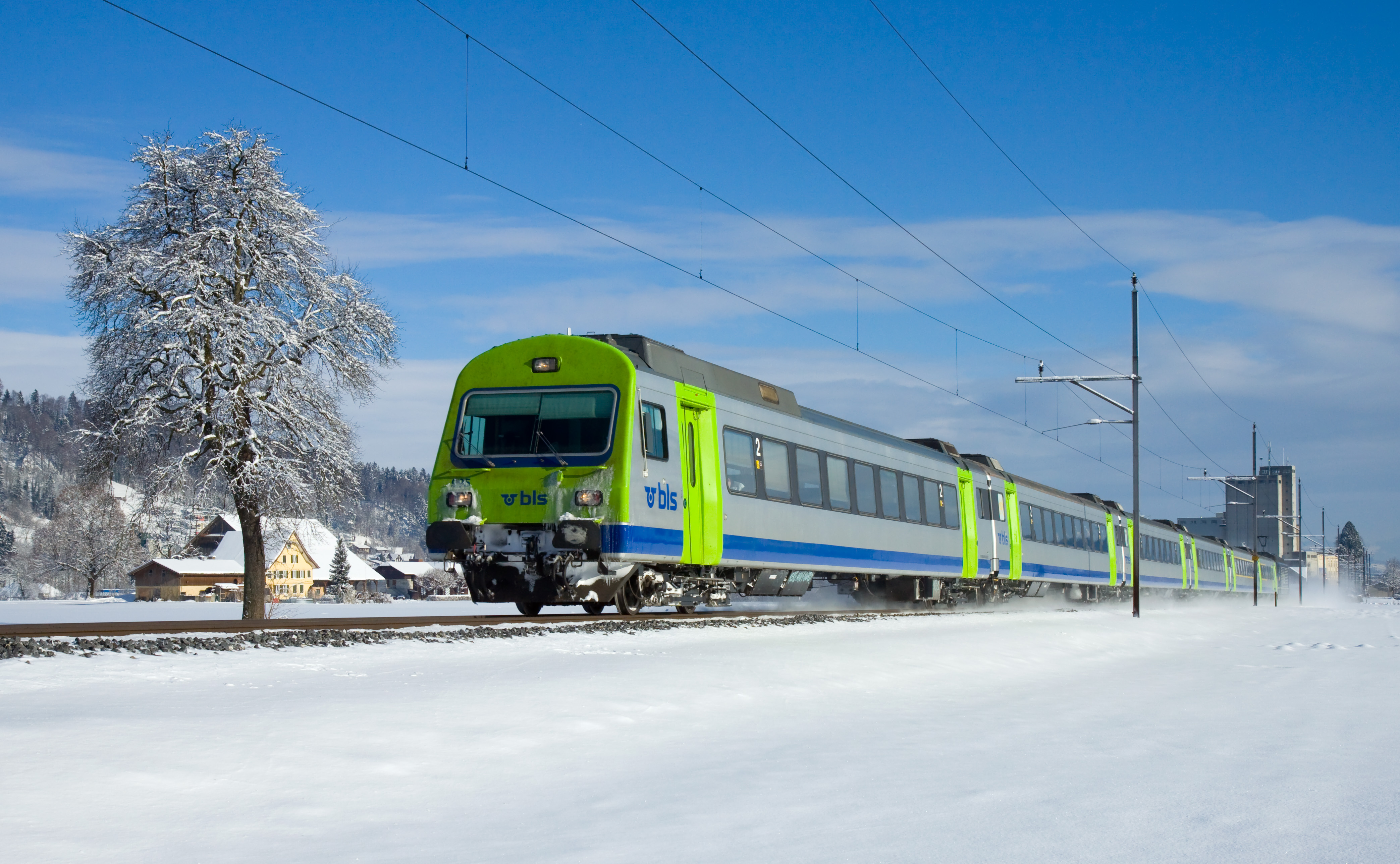
EW-III-Garnitur auf dem Weg von Luzern nach Bern, bei Malters

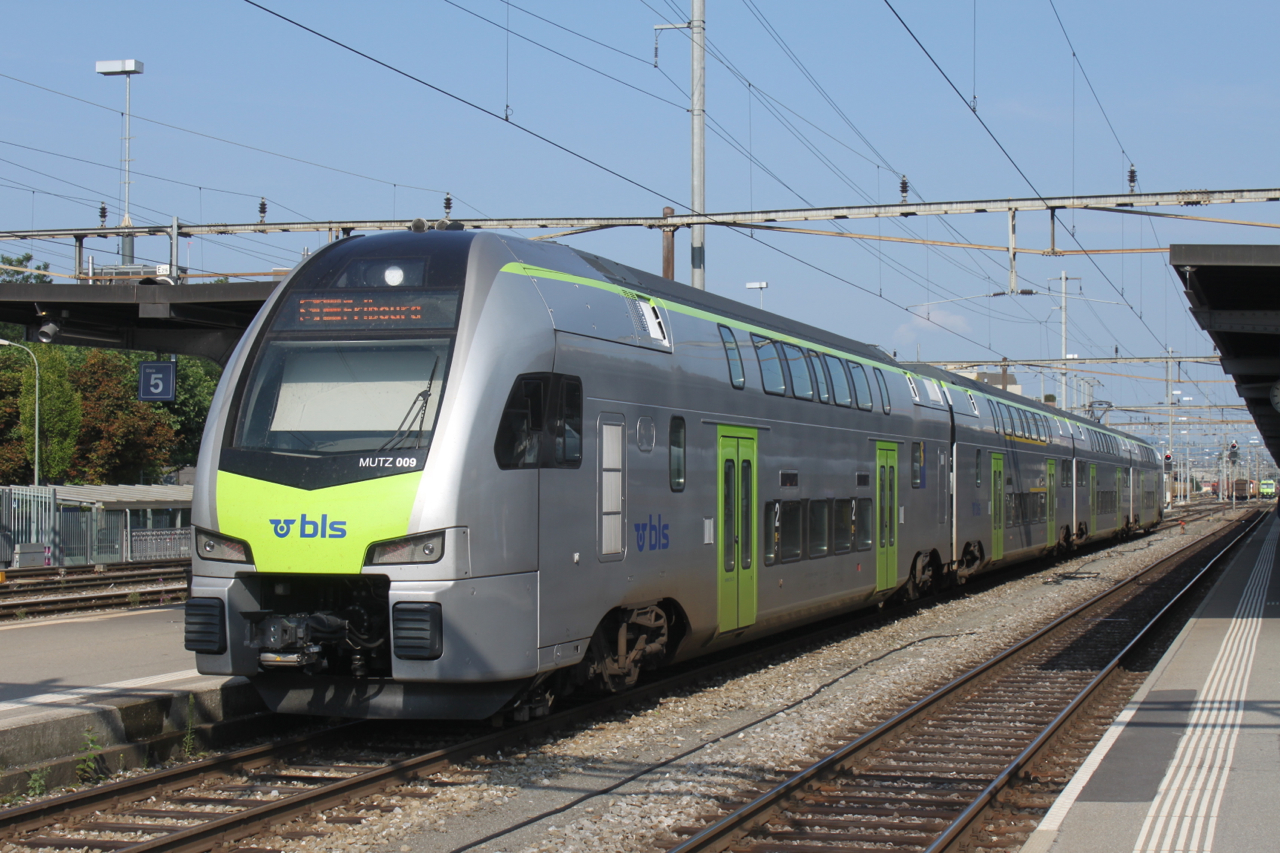
Vierteiliger KISS als BLS RABe 515 009 «Mutz» in Thun

Die BLS betreibt den Regionalverkehr im Raum Bern und Luzern (S-Bahn Bern, Teile der S-Bahn Luzern sowie RegioExpress-, Panorama Express- und InterRegio-Züge).
S-Bahn Bern

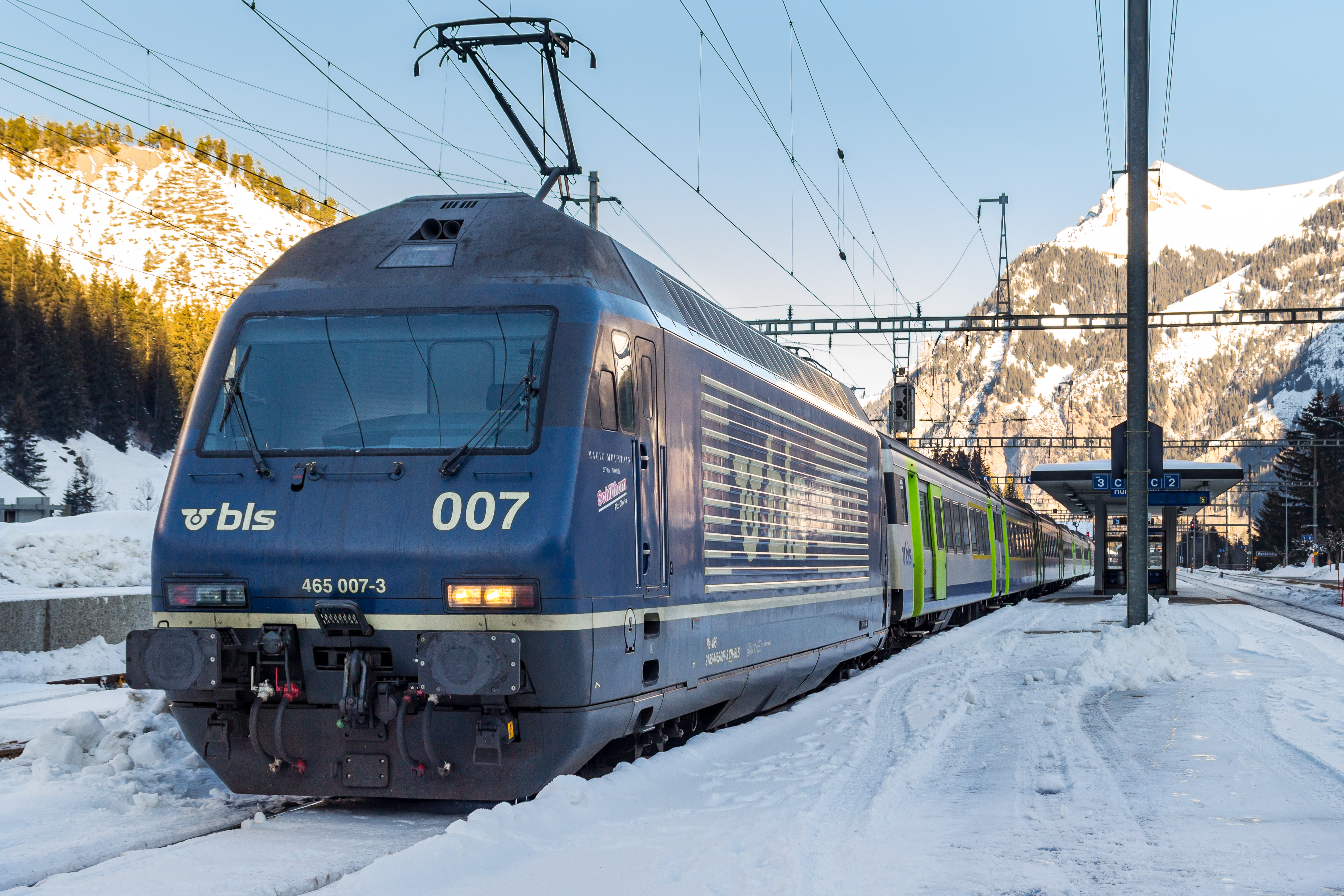
RegioExpress (Re 465 mit EW-III-Wagenzug) in Kandersteg

- S10 Fribourg/Freiburg–Bern–Münsingen–Thun
- S11 Thun–Bern (zwei Züge von Montag bis Freitag am Morgen, kein Zug in der Gegenrichtung)
- S20 Laupen–Bern–Langnau i. E.
- S21 Thun–Konolfingen
- S22 Bern–Langnau i. E. (nur Montag bis Donnerstag ein Zugpaar in Lastrichtung)
- S30 Biel/Bienne–Bern–Belp–Thun
- S31 Belp–Bern–Münchenbuchsee(–Biel/Bienne)
- S35 Kerzers–Lyss
- S36 Lyss–Büren an der Aare
- S40 Thun–Belp–Bern–Burgdorf–Langnau i. E.
- S41 Thun–Hasle-Rüegsau–Burgdorf–Solothurn
- S42 Thun–Konolfingen–Hasle-Rüegsau
- S44 Thun–Belp–Bern–Burgdorf–Sumiswald-Grünen + Solothurn
- S45 Ramsei–Sumiswald-Grünen
- S46 Solothurn–Burgdorf–Zollikofen–Ostermundigen (einzelner Zug von Montag bis Freitag am Morgen)
- S50 Bern–Kerzers–Neuchâtel + Avenches
- S51 Bern–Bern Brünnen Westside
- S52 Bern–Kerzers–Murten/Morat(–Payerne) (+ Ins)
- S60 Bern–Schwarzenburg

S-Bahn Luzern
- S60 Luzern–Wolhusen–Langnau i. E. + Langenthal
- S70  Luzern–Wolhusen–Willisau–Huttwil–Langenthal
- S77 Luzern–Willisau

RegioExpress
- RE10 Bern–Spiez–Kandersteg–Brig (–Domodossola)
- RE20 Domodossola–Brig–Visp (einzelner Zug von Montag bis Freitag am frühen Morgen)
- RE70 Bern–Langnau i. E.–Luzern
- RE80 Spiez–Zweisimmen
- RE90 Spiez–Interlaken Ost
- RE110 Biel/Bienne–Lyss–Spiez–Kandersteg–Brig (ein Zugpaar an Wochenenden im Sommer und Winter)

InterRegio (IR)
- IR17 Bern–Burgdorf–Olten
- IR65 Bern–Biel/Bienne
- IR66 Bern–Neuchâtel–La Chaux-de-Fonds

Regio-Züge (R)
- R11 Spiez–Zweisimmen
- R12 Spiez–Frutigen

Panorama Express (PE)
- GPX Montreux–Zweisimmen–Interlaken Ost (in Zusammenarbeit mit der MOB)

## Rollmaterial
| Elektrolokomotiven               | Elektrolokomotiven                      | Elektrolokomotiven | Elektrolokomotiven    | Elektrolokomotiven | Elektrolokomotiven | Elektrolokomotiven | Elektrolokomotiven | Elektrolokomotiven | Elektrolokomotiven | Elektrolokomotiven | Elektrolokomotiven                                          |
| Baureihe (klassisch)             | Baureihe (klassisch)                    | Baureihe (UIC/TSI) | Baureihe (UIC/TSI)    | Herkunft           | Hersteller         | Baujahr            | Stückzahl          | Stückzahl          | vmax (km/h)        | Ausrangiert        | Bemerkungen                                                 |
| Serie                            | Nummern                                 | Serie              | Nummern               | Herkunft           | Hersteller         | Baujahr            | total              | heute              | vmax (km/h)        | Ausrangiert        | Bemerkungen                                                 |
| -------------------------------- | --------------------------------------- | ------------------ | --------------------- | ------------------ | ------------------ | ------------------ | ------------------ | ------------------ | ------------------ | ------------------ | ----------------------------------------------------------- |
| Re 4/4                           | 161–195                                 | Re 425             | 161–195               | BLS-Gr.            | SLM/BBC            | 1964–1983          | 35                 | 16                 | 140                | 2015–              |                                                             |
| Re 4/4II                         | diverse                                 | Re 420             | 501–512               | SBB                | SLM/BBC            | 1964–1967          | 12                 | –                  | 140                | 2010–2019          | 501–504, 506 verkauft 2013–2022                             |
|                                  |                                         | Re 456             | 142–143               | VHB                | SLM/ABB            | 1993               | 2                  | –                  | 130                | 2016               | KTU-Lok                                                     |
|                                  |                                         | Re 465             | 001–008               | BLS                | SLM/ABB            | 1994–1995          | 8                  | 8                  | 230                |                    | Lok 2000                                                    |
|                                  |                                         | Re 465             | 009–018               | SBB                | SLM/Adtranz        | 1996–1997          | 10                 | 10                 | 230                |                    | Lok 2000                                                    |
|                                  |                                         | Re 475             | 401–415               | BLS                | Siemens            | 2016–2017          | 15                 | 15                 | 160                |                    | Vectron MS                                                  |
|                                  |                                         | Re 475             | 416–440               | BLS                | Siemens            | ab 2020            | 25                 | 10                 | 160                |                    | Vectron MS, ab 475 426 ETCS only                            |
|                                  |                                         | Re 485             | 001–020               | BLS                | BT                 | 2002–2004          | 20                 | 19                 | 140                |                    | Traxx F140 AC1                                              |
|                                  |                                         | Re 486             | 501–510               | BLS                | BT                 | 2008–2009          | 10                 | 10                 | 140                |                    | Traxx F140 MS2E                                             |
| Elektrotriebwagen/-züge          |                                         |                    |                       |                    |                    |                    |                    |                    |                    |                    |                                                             |
| Baureihe (klassisch)             | Baureihe (klassisch)                    | Baureihe (UIC/TSI) | Baureihe (UIC/TSI)    | Herkunft           | Hersteller         | Baujahr            | Stückzahl          | Stückzahl          | vmax (km/h)        | Ausrangiert        | Bemerkungen                                                 |
| Serie                            | Nummern                                 | Serie              | Nummern               | Herkunft           | Hersteller         | Baujahr            | total              | heute              | vmax (km/h)        | Ausrangiert        | Bemerkungen                                                 |
|                                  |                                         | RABe 515           | 001–036               | BLS                | Stadler            | 2012; 2017         | 36                 | 36                 | 160                |                    | Mutz (vier- und sechsteilig)                                |
|                                  |                                         | RABe 525           | 001–036               | BLS                | Vevey/BT/Alstom    | 1998–2005          | 36                 | 35                 | 140                |                    | Nina (dreiteilig); 015–027 (vierteilig)                     |
|                                  |                                         | RABe 525           | 037–038               | TRN                | BT/Alstom          | 2002               | 2                  | 1                  | 140                |                    | Nina (4-tlg.)                                               |
|                                  |                                         | RABe 526           | 260–265               | RM                 | Stadler            | 2003               | 6                  | –                  |                    | 2013               | GTW (dreiteilig); ab 2009 vierteilig                        |
|                                  |                                         | RABe 526           | 280–286               | RM                 | Stadler            | 2004               | 7                  | –                  |                    | 2013               | GTW (vierteilig)                                            |
|                                  |                                         | RABe 528           | 101–130(–137) 201–228 | BLS                | Stadler            | ab 2020            | 37 28              | 30 12              |                    |                    | MIKA Flirt 4 (sechsteilig)                                  |
|                                  |                                         | RABe 535           | 101–125               | BLS                | BT                 | 2008–2012          | 25                 | 25                 | 160                |                    | Lötschberger (vierteilig)                                   |
| RBDe 4/4                         | 721–742                                 | RBDe 565           | 721–742               | BLS-Gr.            | SIG/SWS/BBC        | 1982–1991          | 22                 | 17                 | 125                | 2023–              | Privatbahn-NPZ mit B Lego vierteilig ohne 3 oder zweiteilig |
| RBDe 4/4                         | 221–226; 261; 281                       | RBDe 566           | 220–227               | EBT-Gr.            | SWS/SAAS           | 1973–1974          | 8                  | (1)                | 125                | 2013–              |                                                             |
| RBDe 4/4II                       | 227–233; 262–265; 282–283               | RBDe 566           | 230–242               | EBT-Gr.            |                    | 1984–1985          | 13                 | 5                  | 125                | 2022-              | Privatbahn-NPZ mit B Lego vierteilig ohne 3 oder zweiteilig |
| Steuerwagen                      |                                         |                    |                       |                    |                    |                    |                    |                    |                    |                    |                                                             |
| Baureihe (klassisch)             | Baureihe (klassisch)                    | Baureihe (UIC/TSI) | Baureihe (UIC/TSI)    | Herkunft           | Hersteller         | Baujahr            | Stückzahl          | Stückzahl          | vmax (km/h)        | Ausrangiert        | Bemerkungen                                                 |
| Serie                            | Nummern                                 | Serie              | Nummern               | Herkunft           | Hersteller         | Baujahr            | total              | heute              | vmax (km/h)        | Ausrangiert        | Bemerkungen                                                 |
| ABt 38-33                        | 321–326; 361; 381                       | ABt 80-35          | 920–927               | EBT-Gr.            |                    | 1973–1974          | 8                  | (1)                |                    | 2013–              |                                                             |
| ABt 39-33                        | 954–956, 971–975, 979, 982–989, 992–996 | ABt 80-35          | 961–982               | BLS-Gr.            |                    | 1982–1992          | 22                 | 22                 |                    |                    |                                                             |
| ABt 39-33                        | 927–934, 962–965, 982–983               | ABt 80-35          | 930–943               | EBT-Gr.            |                    | 1984–1992          | 14                 | 14                 |                    |                    |                                                             |
| Bt 29-34                         | 901–902                                 | Bt 80-35           | 901–902               | THB (2006)         |                    | 1965               | 2                  | 0                  |                    | 2016               | ex MThB Bt 29–33 201–202; an SBB verkauft                   |
| Personenwagen                    |                                         |                    |                       |                    |                    |                    |                    |                    |                    |                    |                                                             |
| Baureihe (klassisch)             | Baureihe (klassisch)                    | Baureihe (UIC/TSI) | Baureihe (UIC/TSI)    | Herkunft           | Hersteller         | Baujahr            | Stückzahl          | Stückzahl          | vmax (km/h)        | Ausrangiert        | Bemerkungen                                                 |
| Serie                            | Nummern                                 | Serie              | Nummern               | Herkunft           | Hersteller         | Baujahr            | total              | heute              | vmax (km/h)        | Ausrangiert        | Bemerkungen                                                 |
| B 20-33                          | 700, 770–773, 780–786, 790–792          | B 20-35            | 531–545               | BLS-Gr.            |                    | 1981–1985          | 15                 | 9                  |                    |                    |                                                             |
| B 20-34                          | 511–518, 560–563, 585–586               | B 20-35            | 511–524               | EBT-Gr.            |                    | 1984–1992          | 14                 | 14                 |                    |                    |                                                             |
|                                  |                                         | B 22-35            | 600–630               |                    |                    | 2003–2007          | 31                 | 31                 |                    |                    | B Jumbo                                                     |
| Diesellokomotiven                |                                         |                    |                       |                    |                    |                    |                    |                    |                    |                    |                                                             |
| Baureihe (klassisch)             | Baureihe (klassisch)                    | Baureihe (UIC/TSI) | Baureihe (UIC/TSI)    | Herkunft           | Hersteller         | Baujahr            | Stückzahl          | Stückzahl          | vmax (km/h)        | Ausrangiert        | Bemerkungen                                                 |
| Serie                            | Nummern                                 | Serie              | Nummern               | Herkunft           | Hersteller         | Baujahr            | total              | heute              | vmax (km/h)        | Ausrangiert        | Bemerkungen                                                 |
|                                  |                                         | Am 843             | 501–503               |                    | Vossloh            | 2006               | 4                  | 4                  |                    |                    | G 1700-2 BB                                                 |
| 504                              | 2011                                    | Am 843             |                       |                    | Vossloh            |                    | 4                  | 4                  |                    |                    | G 1700-2 BB                                                 |
|                                  |                                         | Em 845             | 001                   | DB (2002)          | LEW                | 1982/2002          | 1                  | 0                  |                    | 2003               | V 60.10, ex 105 164                                         |
|                                  |                                         | Am 845             | 002                   |                    | Vossloh            | 2003               | 1                  | 0                  |                    | 2014               | G 1000 BB; von ATC gemietet                                 |
| Rangierlokomotiven und Traktoren |                                         |                    |                       |                    |                    |                    |                    |                    |                    |                    |                                                             |
| Baureihe (klassisch)             | Baureihe (klassisch)                    | Baureihe (UIC/TSI) | Baureihe (UIC/TSI)    | Herkunft           | Hersteller         | Baujahr            | Stückzahl          | Stückzahl          | vmax (km/h)        | Ausrangiert        | Bemerkungen                                                 |
| Serie                            | Nummern                                 | Serie              | Nummern               | Herkunft           | Hersteller         | Baujahr            | total              | heute              | vmax (km/h)        | Ausrangiert        | Bemerkungen                                                 |
| Eea 3/3                          | 402                                     | Eea 935            | 402                   | GBS                | SLM/ABB            | 1991               | 1                  | 1                  |                    |                    |                                                             |
| Ee 3/3                           | 132–134; 151                            | Ee 936             | 132–135               | EBT-Gr.            | SLM/ABB            | 1991               | 4                  | 3                  |                    |                    |                                                             |
| Tm 2/2                           | 71–72                                   | Tm 236             | 371–372               | RM                 | RACO               | 1980, 1983         | 2                  | 0                  |                    | 2011               | an MFAG verkauft                                            |
| Tm 2/2                           | 79–80                                   | Tm 235             | 079–080               | BLS                | RACO               | 1993               | 2                  | 1                  |                    |                    |                                                             |
| Tm 2/2                           | 81                                      | Tm 235             | 081                   | BLS                | RACO               | 1992               | 1                  | 1                  |                    |                    |                                                             |
| Tm 2/2                           | 83–87                                   | Tm 235             | 083–087               | BLS-Gr.            | RACO               | 1980–1983          | 5                  | 1                  |                    |                    |                                                             |
| Tm 2/2                           | 88–89                                   | Tm 235             | 088–089               | BLS                | RACO               | 1983, 1991         | 2                  | 0                  |                    |                    |                                                             |
| Tm 2/2                           | 91–94                                   | Tm 235             | 091–094               | BLS                | Stadler            | 1980–1981          | 4                  | 4                  |                    |                    |                                                             |
| Tm 2/2                           | 95–96                                   | Tm 235             | 095–096               | GBS                | Stadler            | 1984               | 2                  | 2                  |                    |                    |                                                             |
| Tm 2/2                           | 97–98                                   | Tm 235             | 097–098               | BN                 | Stadler            | 1984               | 2                  | 1                  |                    |                    |                                                             |
|                                  |                                         | Tm 235             | 099                   |                    | STAG               | 1996               | 1                  | 0                  |                    | 2006               |                                                             |
| 100                              | 1                                       | Tm 235             | 1                     |                    | STAG               | 1996               |                    |                    |                    |                    |                                                             |
|                                  |                                         | Tm 236             | 380–384               | RM                 | Winpro             | 2004               | 5                  | 5                  |                    |                    |                                                             |

### Fusionsbestand
Bei der Fusion zur «BLS AG» im Jahr 2006 wurde die Mehrheit des Rollmaterials der «BLS Lötschbergbahn AG» und der «Regionalverkehr Mittelland AG» übernommen – aufgrund der Langlebigkeit des Rollmaterials teilweise noch von den jeweiligen Vorgängerunternehmen unter der BLS-Gruppe und der EBT-Gruppe beschaffte Fahrzeuge. Prominent nicht eingebracht wurden fünf von der EBT-Gruppe beschaffte Lokomotiven (Re 436 111–115), die per 1. Januar 2006 der verselbständigten RM-Güterverkehrstochter Crossrail AG abgetreten wurden.
Von der BLS wechselten die eigenen Lokomotiventypen Re 4/4 (161–195), Re 465 (001–018) und Re 485 (001–020); rein für den Personenverkehr eingebracht wurden die «Privatbahn-NPZ», bestehend aus Triebwagen RBDe 4/4 (721–742), zugehörigen Steuerwagen und diversen Zwischenwagen (darunter B Jumbo), und die Regionalverkehrs-Triebzüge «Nina» RABe 525 (001–036). Des Weiteren wechselten die zur Bildung von RegioExpress-Kompositionen von den SBB in den Jahren 2004/2005 gebraucht übernommenen Einheitswagen III (EW III) und zwölf ehemalige Re 4/4II (Re 420 501–512).
Von der RM wechselten praktisch ausschliesslich Fahrzeuge für den Personenverkehr, darunter zwei Generationen von Pendelzügen mit den Triebwagentypen RBDe 4/4 (220–227) und RBDe 4/4II (230–242), zugehörigen Steuerwagen und diversen Zwischenwagen sowie dreizehn Stadler GTW RABe 526 – die einzige Neubeschaffung aus der RM-Ära. Auch die beiden von der VHB beschafften «KTU-Lokomotiven» vom Typ Re 456 wechselten zur BLS, blieben aber als Exoten weiterhin an die Schweizerische Südostbahn (SOB) dauervermietet.

### Bestandsänderungen
Innerhalb des neuen Unternehmens wuchs das Liniennetz, welches mit vergleichsweise altem Rollmaterial betrieben wurde. Durch den Lötschberg-Basistunnel, welcher den Fernverkehr durch die SBB aufnahm, entstand zudem eine Angebotslücke auf der Bergstrecke, welche als Regionalverkehr der BLS zufiel. Um dieses Angebot abzudecken, wurden neue Regionaltriebzüge bestellt. Anstelle der ab 1998 in vier Serien beschafften «Nina», welche mittlerweile technisch veraltet waren, verlangte man mittels Ausschreibung ein neues, aber kompatibles Fahrzeug.
Die bisherige Lieferantin, Bombardier Transportation, setzte sich mit einer neukonzipierten Version der «Nina» durch, welche im Hinblick auf den Betrieb auf der Lötschberg-Bergstrecke den Namen «Lötschberger» erhielt. 2006 bestellt und ab 2008 als Baureihe RABe 535 eingereiht wurden dreizehn Fahrzeuge, 2008 gefolgt von einer Nachbestellung um acht Fahrzeuge und 2011 um nochmals vier Fahrzeuge (davon eines als Ersatz für die Ende 2010 ausgebrannte «Nina» 031), die bis Ende 2012 ausgeliefert wurden.
Ende 2007 einigte man sich mit den Transports Régionaux Neuchâtelois (TRN), deren zwei baugleiche «Nina» von 2002/2003 zu übernehmen. Die TRN hatten 2007 einen Stadler Flirt (331) neu abgenommen und Ende Jahr zwei weitere bestellt. Bereits Anfang 2008 wechselte deren «Nina» 322 als 038 zur BLS; nach Abnahme der Flirt 332–333 stiess «Nina» 321 Anfang August 2009 als 037 zur BLS.
Platznot auf einzelnen Linien der S-Bahn Bern, darunter insbesondere die S1 (Thun–Bern–Fribourg), führten zur Ausschreibung von Doppelstockzügen für den Regionalverkehr; im März 2010 wurden 28 vierteilige Stadler Dosto bestellt, die von der BLS als «Mutz» (berndeutsch Bär) bezeichnet werden und ab Ende 2012 zum Einsatz kamen. Ende 2015 wurden drei weitere «Mutz» bestellt, die 2017 abgeliefert wurden.
Die Neubeschaffungen erlaubten der BLS eine Bereinigung des Fahrzeugparks: «Nina» 038 wurde 2012 an RegionAlps verkauft, wobei deren drei «Nina» neu die TSI-konformen Laufnummern 039–041 erhielten. Die von «Mutz» verdrängten «Nina» verdrängten ihrerseits die ungewollten «GTW» der RM; diese konnten 2013 an die SBB verkauft werden, welche sie ab Ende 2013 für Flügelzüge ab Biel einsetzten. Von «Mutz» ebenfalls verdrängte «Privatbahn-NPZ» verdrängten schliesslich ihrerseits die von der EBT-Gruppe stammenden, vierzigjährigen RBDe 4/4-Pendelzüge in die eiserne Reserve; 2013 ging eine Garnitur an die Jurabahnen (CJ), eine an die «BLS-Stiftung» (vorerst als Reservegarnitur der CJ genutzt) und zwei Garnituren zum Abbruch.
Im September 2020 präsentierte die BLS zusammen mit dem Hersteller Stadler deren neuen Flirt 4. Die als RABe 528 bezeichneten 6-teiligen Züge gingen ab 2021 schrittweise bei der BLS in Betrieb.
Im Juni 2011 liess die SOB die Miete der beiden «KTU-Lokomotiven» der ehemaligen VHB nach neun Jahren auslaufen. Mangels eigenen Bedarfs wurden diese von der BLS weiterhin als Mietloks betrieben, wobei eine längerfristig an Swiss Rail Traffic (SRT) vermietet wurde. Ende 2016 wurden die Exoten an die «Müller Gleisbau AG» respektive an die Sihltal-Zürich-Uetliberg-Bahn (SZU) verkauft.

### Historisches Rollmaterial
| Typ                 | Anzahl (ursprünglich) | Bemerkung              |
| Ehemalige Fahrzeuge | Ehemalige Fahrzeuge   | Ehemalige Fahrzeuge    |
| ------------------- | --------------------- | ---------------------- |
| Ae 6/8              | (8)                   | historische Lokomotive |
| Ae 8/8              | (5)                   |                        |
| Ae 4/4              | (8)                   |                        |
| Ce 4/6              | (17)                  |                        |

## Geschäftsbereiche

### Autoverlad

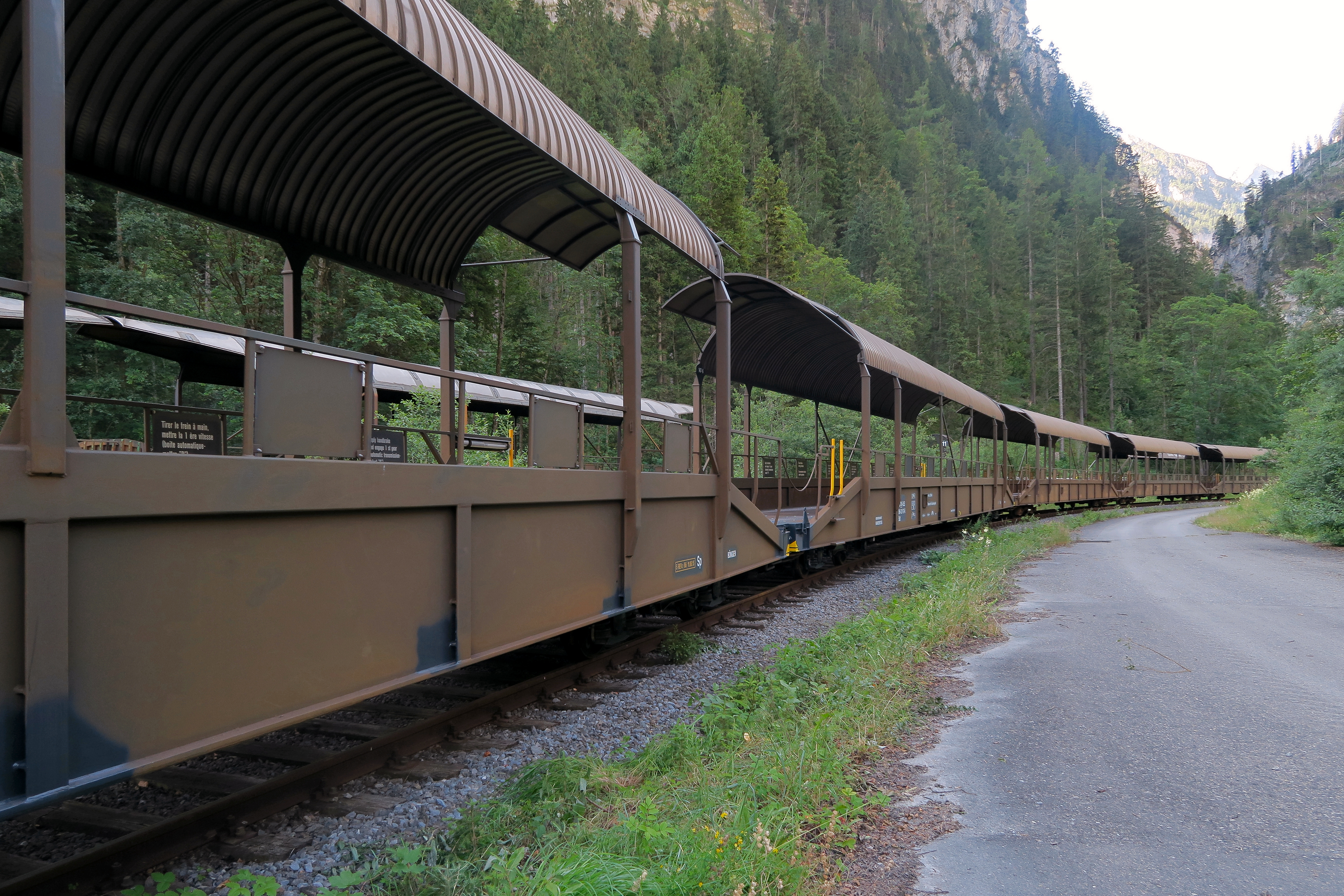
Autowagen bei Kandersteg

Die BLS verlädt Autos zwischen Kandersteg und Goppenstein sowie zwischen Brig und Iselle (I) südlich des Simplons. Zwischen Ende März und Mitte Oktober wird zusätzlich eine direkte Verbindung zwischen Kandersteg und Iselle angeboten.

### Schifffahrt

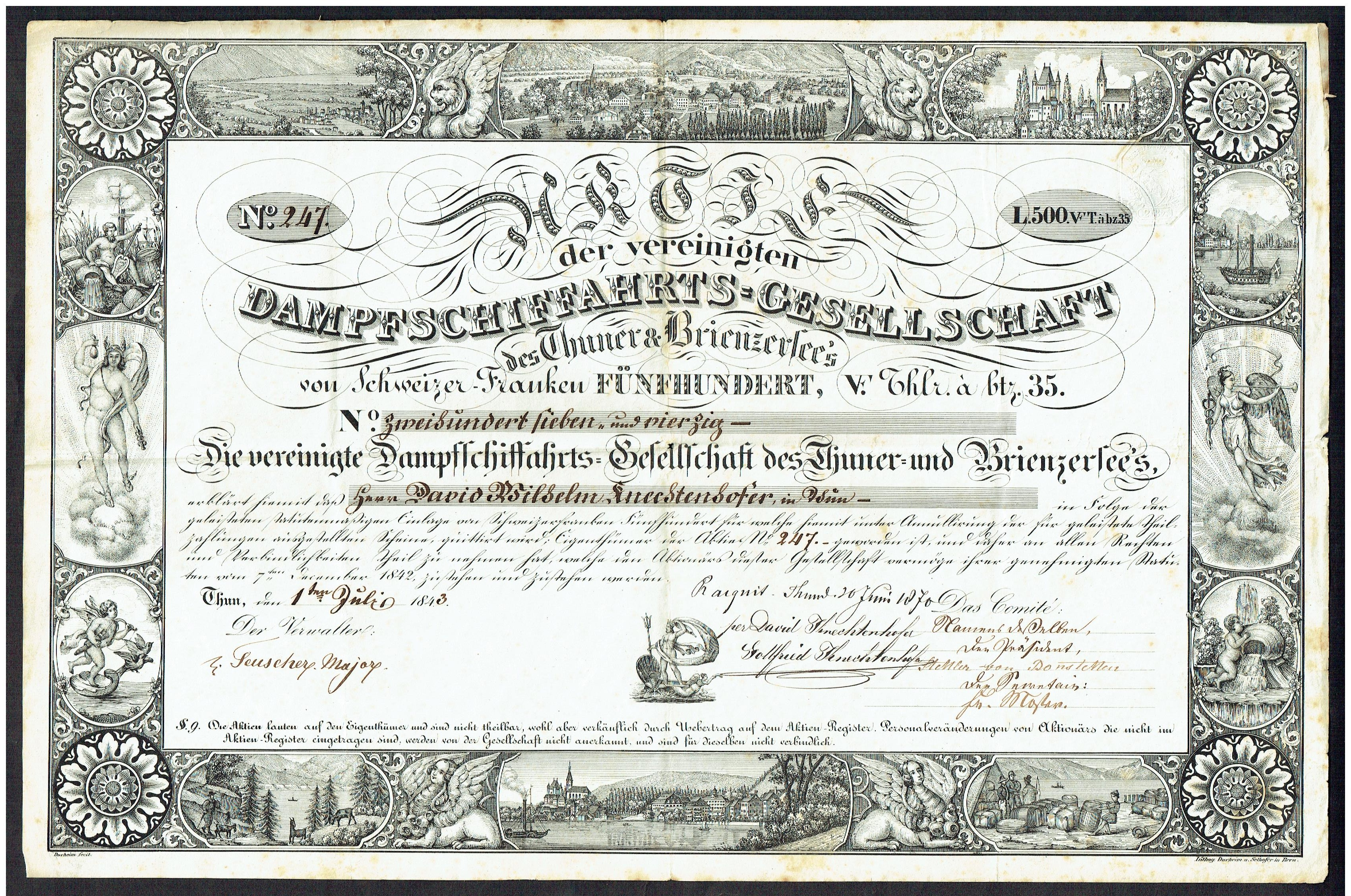
Aktie über 500 Franken der Vereinigten Dampfschiffahrts-Gesellschaft des Thuner- und Brienzersee’s vom 1. Juli 1843

Seit Übernahme der Thunerseebahn (TSB) 1913 betrieb die BLS auch die Schifffahrt auf dem Thuner- und dem Brienzersee; die TSB hatte sich ein Jahr zuvor mit der von Johannes Knechtenhofer und seinen Brüdern gegründeten «Vereinigten Dampfschiffahrtsgesellschaft des Thuner- und Brienzersee’s» (VDG) zusammengeschlossen.
Per 1. Januar 2022 wurde die Schifffahrt in die BLS Schifffahrt AG ausgelagert, eine 100-prozentige Tochtergesellschaft der BLS AG.

### Busbetrieb
Das Tochterunternehmen Busland AG (BLAG) betreibt seit 2006 Buslinien im Emmental.

## BLS Mobil
Die Mobile App BLS Mobil bietet unter anderem schweizweite Fahrplanabfragen, Mobile Ticketing sowie die Check-in- und Check-out-Funktion von Fairtiq (bis Dezember 2020 von lezzgo). Indes begann die BLS im März 2021, zusammen mit Bernmobil, einen Test mit einer neuen Version von Billettautomaten, bei denen ausschliesslich kontaktloses Bezahlen angeboten wird. Ein Grossteil der rund 200 Billettautomaten der BLS erreiche bis ins Jahr 2025 das Ende ihres Lebenszyklus und müsse ersetzt werden. Ein Vorstoss des Grossen Rates zur Beibehaltung der Bargeldfunktion blieb erfolglos. Ab 2036 will das Alliance-Swisspass-Mitglied nur noch digitale Billette anbieten.